# Thomas Doe
Thomas Doe   (Tacoma, 12 d'octubre de 1912 - Hendersonville, 19 de juliol de 1969) va ser un pilot de bobsleigh estatunidenc que va competir a començaments del segle xx.
El 1928 va prendre part en els Jocs Olímpics de Sankt Moritz, on guanyà la medalla de plata en la prova de bobs a 5 formant equip amb David Granger, Jennison Heaton, Lyman Hine i Jay O'Brien.